# Flohallergie

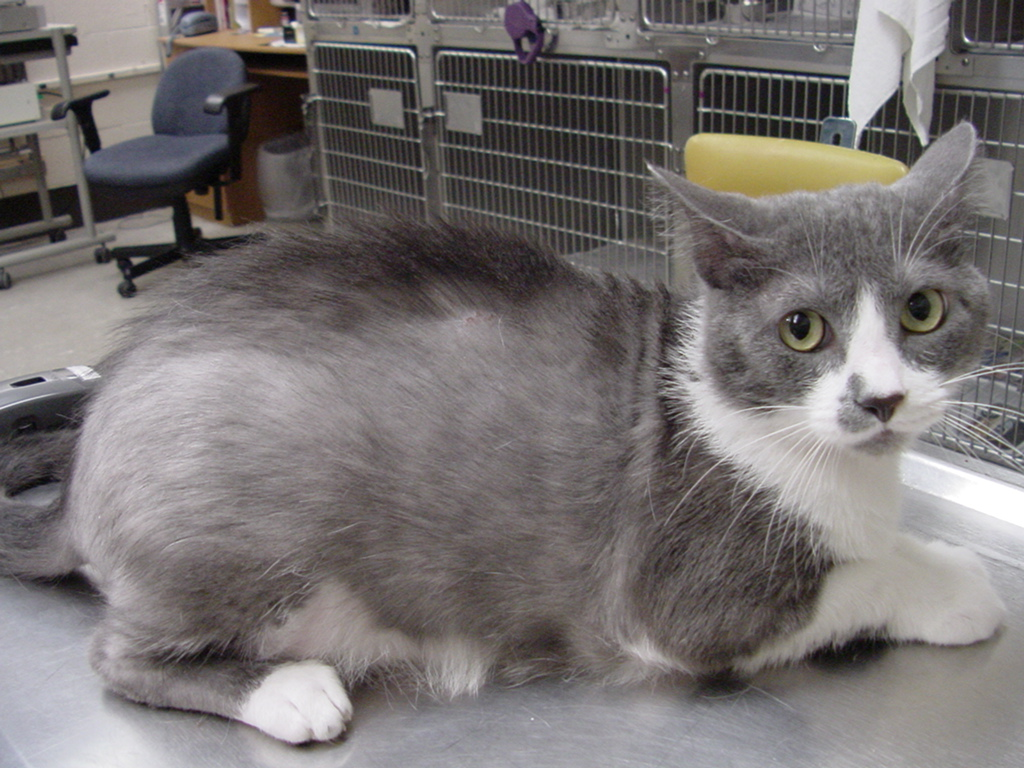
Haarausfall bei einer Katze mit Flohallergie: Das Deckhaar ist bis auf die Rückenpartie vollständig ausgefallen.

Die Flohallergie – auch Flohbissallergie, Flohspeichelallergie, Flohallergische Dermatitis oder Allergische Flohdermatitis – ist eine durch den Speichel von Flöhen bedingte allergische Hauterkrankung, die vor allem bei Haushunden und Hauskatzen auftritt. Leitsymptom ist intensiver Juckreiz, der zu selbstzugefügten schweren Hautveränderungen und Sekundärinfektionen führen kann. Die Behandlung erfolgt durch eine Flohbekämpfung und -prophylaxe, gegen den Juckreiz können kurzzeitig Glukokortikoide eingesetzt werden.

## Vorkommen und Pathogenese

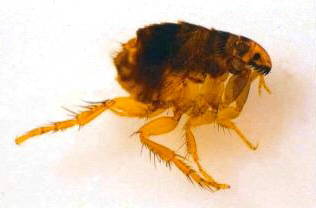
Katzenfloh

Flohallergien sind bei Hunden und Katzen ein recht häufiges Phänomen und werden, auch bei Hunden, vor allem durch den Katzenfloh (Ctenocephalides felis) ausgelöst. Betroffen sind Tiere aller Rassen und Altersklassen. Auch wenn die Erkrankung im Sommer häufiger auftritt, kommt sie ganzjährig vor. Eine erhöhte Krankheitsneigung haben Hunde, die an einer anderen Allergie, der Atopischen Dermatitis, leiden: Etwa 80 % der atopischen Hunde entwickeln bei Flohexposition eine Flohallergie. Eine Flohallergie tritt auch bei Mardern und gelegentlich bei Schafen und Ziegen auf, wobei hier ebenfalls der Katzenfloh häufigster Auslöser ist.

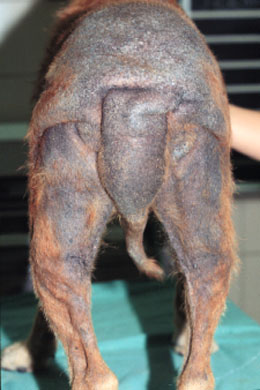
Chronische Flohallergie mit sekundärer Malassezien-Dermatitis bei einem Hund: Haarverlust, Hautverdickung und Hyperpigmentierung.

Als Allergieauslöser (Allergene) kommen Proteine und Haptene aus dem Speichel der Flöhe mit einer molaren Masse von 6–58 kDa in Betracht. Das erste identifizierte allergieauslösende Flohspeichelprotein war das aus 158 Aminosäuren bestehende Cte f 1 (Cte f steht für Ctenocephalides felis) mit einer Molaren Masse von 18 kDa. Insgesamt kommen mindestens 15 verschiedene Flohallergene als Verursacher in Frage, die am häufigsten reagierenden haben eine molare Masse zwischen 25 und 58 kDa.
Die Flohallergie ist größtenteils eine durch Immunglobulin E (IgE) vermittelte Typ-I-Reaktion mit Degranulation von Mastzellen und einer Zunahme der eosinophilen Granulozyten (Eosinophilie). In einer experimentellen Studie an Labormäusen zeigte sich eine enge Beziehung zwischen der Menge an Immunglobulin E und dem Grad der klinischen Erkrankung, wobei CD4-positive T-Lymphozyten und Interleukin-4 maßgeblich an der Krankheitsentstehung beteiligt waren.
In Einzelfällen kann auch eine Typ-IV-Reaktion auftreten. Darüber hinaus werden auch andere immunologische Mechanismen diskutiert, wie eine verzögerte zelluläre Immunantwort auf IgE und eine Überempfindlichkeit der Haut mit Einwanderung basophiler Granulozyten und Degranulation dieser Zellen nach IgE- oder IgG-Bindung.

## Klinisches Bild
Das Leitsymptom der Flohallergie beim Hund ist intensiver Juckreiz vor allem in der Lenden-, Leisten- und Schwanzgegend, auf den die Tiere mit Benagen und Belecken reagieren. Als erste Hautveränderung (Primäreffloreszenz) tritt eine kleine Papel auf. Gelegentlich kommt es zu einer Anschwellung der Kniekehllymphknoten. Durch das Benagen und Belecken entwickeln sich im Regelfall weitere Hautveränderungen wie Erosionen und Krusten, ein sogenannter hot spot, eine umschriebene, oberflächliche eitrige Hautentzündung (Pyodermie). Auch eine Überwucherung der Haut mit Malassezia pachydermatis, einer Hefe der natürlichen Hautflora, wird häufiger beobachtet, so dass es sekundär zu einer Malassezien-Dermatitis kommt. Bei chronischem Bestehen einer Flohallergie treten Haarausfall, Hyperpigmentierung und Hautverdickung auf.

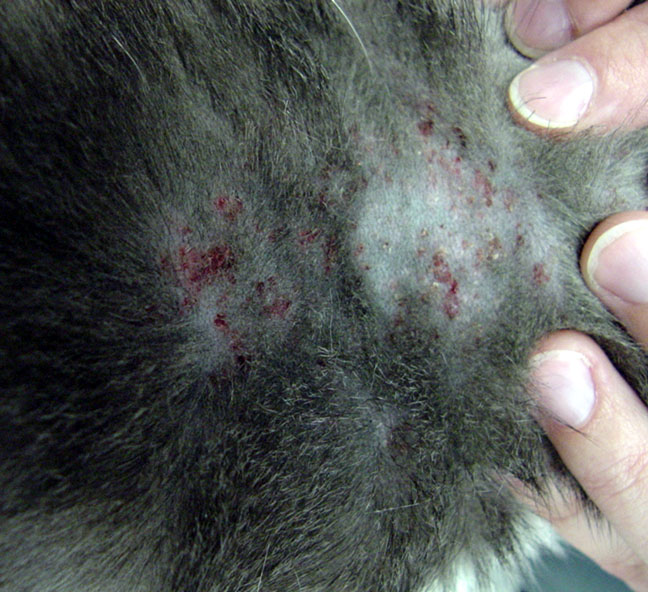
Miliare Dermatitis bei einer Katze mit Flohallergie

Bei Katzen ist das klinische Bild variabler. Betroffen sind hier vor allem die Schwanzwurzel und Lenden-, Bauch- und Leistenregion sowie der Hals. Das Haupterscheinungsbild ist neben Juckreiz eine Hautentzündung mit hirsekorngroßen Papeln und Krusten (miliare Dermatitis). Auch eine Überempfindlichkeit (Hyperästhesie) des Rückens kann auf eine Flohallergie hinweisen. Bei längerem Bestehen kann fleckiger oder beidseits symmetrischer Haarausfall auftreten. Durch intensives Belecken kann eine flächige, erhabene Hautrötung (eosinophile Plaque) entstehen. Auch ein nichtschmerzhaftes Lippengeschwür mit Einwanderung neutrophiler Granulozyten und bakterieller Sekundärinfektion kann Ausdruck einer Flohallergie sein. Eine Flohallergie kann bei Katzen auch mit Lymphknotenschwellungen einhergehen und ist klinisch nicht immer von einer nichtallergischen Dermatitis nach Flohexposition zu unterscheiden.
Bei Schafen manifestiert sich eine Flohallergie vor allem an den Gliedmaßen, bei Mardern ähnelt das klinische Bild dem der Hunde.

## Diagnostik
Neben dem klinischen Bild und einer zu erfragenden mangelnden Flohprophylaxe kann man mittels eines Flohkamms Flöhe oder Flohkot im Fell nachweisen. Da Flöhe sich nicht permanent auf dem Wirt aufhalten, ist ein negativer Befund jedoch noch nicht diagnostisch aussagekräftig. Zudem sind insbesondere Katzen durch ihre intensive Fellpflege in der Lage, Flöhe schnell zu beseitigen. Da jedoch bereits ein einziger Flohbiss eine Allergie auslösen kann, kann diese alleiniger Hinweis auf eine Flohexposition sein. Ein weiteres Indiz ist der Nachweis der Eier des Gurkenkernbandwurms im Kot, da dieser Flöhe als Zwischenwirt benötigt.

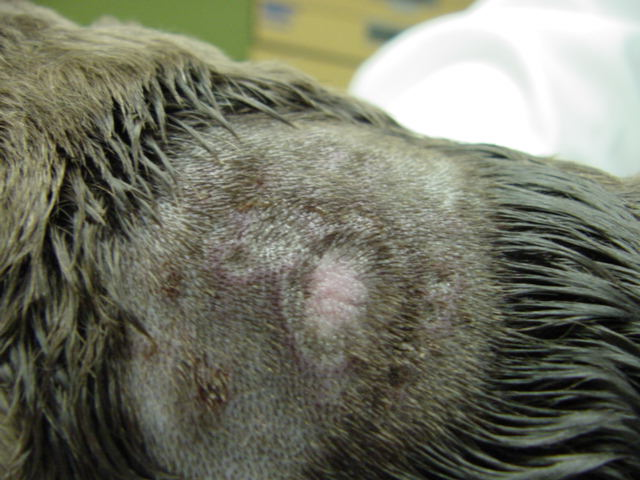
Positiver Intrakutantest

Ein Intrakutantest mit hochgereinigtem Flohspeicheleiweiß ist zur Diagnosesicherung am ehesten geeignet. Die Sensitivität und Spezifität liegt hier über 90 %. Ganzkörperextrakte aus Flöhen haben einen zu geringen Allergengehalt und mit einer Sensitivität von 67 % nur einen begrenzten Wert. Beim Intrakutantest werden 0,05 ml einer Testlösung in die Haut injiziert. Nach 10 bis 20 Minuten entsteht bei positivem Befund eine Quaddel, bei einigen Tieren auch erst nach 24 oder 48 Stunden, so dass eine dreimalige Kontrolle der Reaktion angezeigt ist. Als Positivkontrolle wird an einer anderen Stelle Histamin appliziert. Eine vorangegangene Behandlung mit Glukokortikoiden kann zu falsch negativen Ergebnissen führen. In einem solchen Fall muss der Test nach zwei, bei Depotpräparaten nach sechs Wochen wiederholt werden. Nachteil dieses Tests ist, dass für ihn ein Hautgebiet geschoren werden muss und entsprechende Testlösungen mit begrenzter Haltbarkeit vorrätig gehalten werden müssen.
Die diagnostische Sicherheit von serologischen Untersuchungen von Blutproben mittels ELISA ist nicht unumstritten. Die Sensitivität ist mit 87 % zwar recht hoch, die Spezifität mit 53 % jedoch unzureichend. Da sie für den Tierarzt aber praktikabler sind, werden diese Tests häufiger durchgeführt als der Intrakutantest.
Als „Goldstandard“ gilt der Provokationstest, bei dem 10 frisch geschlüpfte, nüchterne und mikrobiologisch unbedenkliche Flöhe auf das Tier angesetzt werden, allerdings ist dieser Nachweis wenig praxistauglich.

## Therapie
Die beste Therapie ist eine konsequente Flohbekämpfung. Dies kann durch regelmäßigen Einsatz langwirksamer Insektizide (z. B. Afoxolaner, Fipronil, Fluralaner, Imidacloprid, Metaflumizon, Nitenpyran, Selamectin oder Spinosad) realisiert werden, die auch bei einem Befall therapeutisch eingesetzt werden. Für die Behandlung ist es von entscheidender Bedeutung, dass die Abtötungsgeschwindigkeit (speed of kill) hoch ist und die Wirkung anhaltend ist. Nitenpyran hat eine Abtötungsgeschwindigkeit von 3 Stunden, die Wirkung lässt aber bereits nach 2 Tagen deutlich nach. Imidacloprid ist nach 8 Stunden wirksam und zeigt eine anhaltend hohe Abtötung über 14 Tage. Metaflumizon, Selamectin und Fipronil habe eine lange Wirkung, die Abtötungsgeschwindigkeit ist aber relativ gering. Permethrin-haltige Präparate wirken nach etwa 6 Stunden und zeigen eine Wirkung über einen Monat, dürfen jedoch bei Katzen nicht angewendet werden. Die neueren oralen Antiparasitika wie Spinosad, Afoxolaner und Fluralaner haben sehr hohe Abtötungsgeschwindigkeiten und eine gute anhaltende Wirkung.
Bei nachgewiesenem Befall sollte auch eine Behandlung der Umgebung des Tieres, vor allem des Liegeplatzes und bevorzugter Aufenthaltsorte, erfolgen, da sich Flöhe nicht permanent auf dem Tier aufhalten und die Wirksamkeit der am Tier angewendeten Wirkstoffe auf diesen Teil der Flohpopulation begrenzt ist. Die Umgebungsbehandlung erfolgt durch regelmäßiges Staubsaugen und Waschen von Decken und Teppichen, unterstützt durch eine chemische Flohbekämpfung mit Chlorpyrifos, Permethrin (nicht bei Katzen), Propoxur, Fenoxycarb, Methopren bzw. Kombinationen dieser Wirkstoffe (z. B. Bolfo-Plus, Kadox, VetKem).
Gegen die akuten Symptome können als Entzündungshemmer kurzzeitig wirkende Glukokortikoide wie Prednisolon zweimal im Abstand von 48 Stunden („2-Tage-Therapie“) eingesetzt werden. Bei Katzen empfehlen Rosje und Willemse eine fünftägige Prednisolongabe. Antihistaminika sind bei Hunden und Katzen zumeist wirkungslos, da der Juckreiz kaum über Histamin vermittelt wird.
Die bisherigen Studien zu einer Hyposensibilisierung zeigten unzufriedenstellende Ergebnisse, unter Umständen deshalb, weil sie nur mit Floh-Ganzkörperextrakten durchgeführt wurden.